# Пуарье, Ален
Ален Пуарье (фр. Alain Poirier; род. 1 сентября 1954, Дезертин, департамент Алье) — французский музыковед.
Окончил Парижскую консерваторию. Преподавал в консерваториях Реймса и Кана. С 1990 г. профессор Парижской консерватории. Возглавлял кафедры музыкальной педагогики (1992—1995), теории музыки (1993—1996), музыковедения и анализа (1996—2000); в 2000—2009 гг. директор консерватории.
Пуарье был одним из соавторов коллективной монографии об Арнольде Шёнберге (1993), автором книги «Экспрессионизм и музыка» (фр. L'Expressionnisme et la musique; 1995) и монографии о Тору Такэмицу (1996); в 1999 г. совместно с Анной-Мари Бонгрэн Пуарье выпустил обзор истории Парижской консерватории за 200 лет её существования (фр. Le Conservatoire de Paris: deux cents ans de pédagogie (1795-1995)).